# Alejandra Riera
Pour les articles homonymes, voir Riera.
Alejandra Riera née en 1965 à Buenos Aires, est une artiste visuelle et chercheuse franco-argentine. Elle vit et travaille en France.

## Biographie
En 1989, Alejandra Riera s'installe en France. Elle se consacre à la photographies et au cinéma dans la relation à l'écriture et à l'histoire. Elle rassemble et collecte des écrits, des photographies, des dessins. Sa recherche tente de trouver une généalogie au processus de création pour impulser une poétique de gestes.
Elle enseigne la photographie à l’École supérieure d’art et design de Valence. De 2010 à 2021, elle enseigne le cinéma et la pratique documentaire à l'École nationale supérieure d'art de Bourges. Elle rejoint ensuite l’École nationale supérieure d’arts Paris-Cergy.

## Expositions
- Poética(s) de lo inacabado, Musée national centre d'art Reina Sofía, Madrid, 2013[4]
- Jardín de las mixturas. Tentativas de hacer lugar, 1995, Musée national centre d'art Reina Sofía, Madrid, 2022[5]

## Publications
- Enquête sur le-notre dehors, Valence-le-Haut, 2007 : à la date du 24 avril 2012 : une image de pensée collective du lieu que l'on habite, menée avec les habitants-es du quartier de Fontbarlettes, Valence, Capture Ed., 2012, 344 p. (ISBN 978-2-9533912-7-5)